# Живково (Вармінсько-Мазурське воєводство)
Живково (пол. Żywkowo, нім. Schewecken) — село в Польщі, у гміні Гурово-Ілавецьке Бартошицького повіту Вармінсько-Мазурського воєводства.
Населення — 38 осіб (2011).

## Демографія
Демографічна структура станом на 31 березня 2011 року:
|          | Загалом | Допрацездатний вік | Працездатний вік | Постпрацездатний вік |
| -------- | ------- | ------------------ | ---------------- | -------------------- |
| Чоловіки | 20      | 2                  | 17               | 1                    |
| Жінки    | 18      | 0                  | 9                | 9                    |
| Разом    | 38      | 2                  | 26               | 10                   |